# Kenisha Thom
Kenisha Nalisha Finita Thom (né en 1983) est une reine de beauté qui a été couronnée Miss Trinité-et-Tobago Monde en 2004 et Miss Trinité-et-Tobago Univers en 2006,. Kenisha Thom est l'épouse de M. Clément William Iton et mère de trois enfants, une fille et des jumeaux. Elle est titulaire d'un bachelor de gestion (mention très honorable) et d'un diplôme d'études supérieures en relations internationales. 
Kenisha est directrice d'une ONG appelée Arts-Insight, qui vise à aider les personnes en situation de handicap. Elle a travaillé en étroite collaboration avec diverses organisations de VIH/SIDA et a reçu une bourse par la Société Internationale sur le SIDA, exposé à la conférence internationale sur le SIDA tenue à Washington en 2012.